# Salvatore Nicosia (grecista)
Salvatore Nicosia (Vallelunga Pratameno, 24 giugno 1940) è un grecista italiano, professore emerito dell’Università di Palermo.

## Biografia
Allievo di Bruno Lavagnini, si è laureato a Palermo e specializzato in Grecia, dove ha studiato letteratura greca antica, bizantina e neogreca all'Università di Atene nel biennio 1963-1965 usufruendo di una borsa di studio del Governo greco. Rientrato a Palermo, vi ha insegnato lingua e letteratura greca ininterrottamente dal 1966 al 2012, anno in cui gli è stato conferito il titolo di emerito.
Ha diretto l'Istituto di Filologia greca dal 1988 al 1994, il Dipartimento “Aglaia. Studi greci, latini e musicali. Tradizione e modernità”  dalla fondazione (2001) al 2008. È stato preside della Facoltà di Lettere e Filosofia dal 1992 al 1998 e componente elettivo del Senato Accademico dell'Ateneo palermitano dal 2000 al 2007.
Ha coordinato unità operative di ricerca su progetti di rilevante interesse nazionale (ex 40%, PRIN), in collaborazione con le Università di Urbino, Napoli, Genova, Pisa, Calabria, Milano, Lecce, Siena, Politecnico delle Marche.
È vicepresidente dell'Istituto Siciliano di Studi Bizantini e Neoellenici dal 2002, e presidente dell'Istituto Gramsci Siciliano dal 2001. Dal 1997 al 2000 è stato componente del Consiglio Regionale dei Beni Culturali (Archeologia e Biblioteche-Archivi).
Ha diretto la collana Studi e ricerche di Aglaia presso l'editore Carocci (dal 2000 al 2010).

## Opere
Si è occupato in particolare:
- di problemi della trasmissione dei testi: Tradizione testuale diretta e indiretta dei poeti di Lesbo, Edizioni dell'Ateneo, Roma 1977, pp. 283, e Una nuova edizione di Saffo e Alceo, in «Quaderni Urbinati di cultura classica» 28, 1978, pp. 183-210.
- di poesia epica: Ulisse nel tempo. La metafora infinita, a cura di S. Nicosia, Marsilio, Venezia 2003, pp. 685; L'Odissea davanti alla porta di casa mia, in Synodia. Studia humanitatis Antonio Garzya septuagenario ab amicis atque discipulis dicata, a cura di Ugo Criscuolo e Roberto Maisano, D'Auria, Napoli 1998, pp. 779-789; Vico e Omero, «Forum Italicum. A Quarterly of Italian Studies», State University of New York at Buffalo, ii/4, 1968 (Special Issue: A Homage to G.B. VICO in the Tercentenary of His Birth), pp. 418-423; Ulisse eroe della conoscenza? Confutazione di uno stereotipo, «Chichibìo» vi n. 28, 2004, p. 2.
- di teatro greco: traduzione per l'Istituto Nazionale del Dramma Antico, e rappresentazione a Siracusa, di Ecuba di Euripide nel 1998 e Trachinie di Sofocle nel 2007; per il Teatro dei due Mari (Tindari e Taormina), Lisistrata di Aristofane nel 2004. Inoltre: Duelli di parole nella tragedia greca, in Il nemico necessario. Duelli al sole e duelli in ombra tra le parole e il sangue, Atti dell'Incontro di Studio (Venezia 17-18 dicembre 2008), a cura di Alberto Camerotto e Riccardo Drusi, S.A.R.G.O.N., Padova 2010 (Quaderni del Dipartimento di Scienze dell'Antichità e del Vicino Oriente, Università Ca' Foscari Venezia), pp. 107-120; La festa e il rito del teatro, in Anna Beltrametti (ed.), La storia sulla scena. Quello che gli storici antichi non hanno raccontato, Carocci, Roma 2011, pp. 339-369;
- di Seconda sofistica: Elio Aristide. Discorsi sacri, Adelphi, Milano 1984; La Seconda Sofistica, in G. Cambiano – L. Canfora – D. Lanza, Lo spazio letterario della Grecia antica, vol. I, tomo III, I Greci e Roma, Salerno Editrice, Roma 1994, pp. 85-116; Aelius Aristides, Ἱεροὶ λόγοι xlviii 25-26 e xlix 15 Keil, «Bollettino dei Classici dell'Accademia Nazionale dei Lincei» serie iii/4, 1983, pp. 83-88; Pecore, latte e psicologia (Elio Aristide xlviii 16 Keil), in Filologia e forme letterarie. Studi offerti a Francesco Della Corte, Università degli Studi di Urbino, 1987, vol. i pp. 397-411; *«E’ morto al posto mio»: da Elias Canetti ad Elio Aristide, in La stella sta compiendo il suo giro, Atti del Convegno internazionale di Siracusa 21-23 maggio 2007, a cura di Alessandro Barchiesi e Giulio Guidorizzi, Numero speciale di «Studi Italiani di Filologia Classica», Suppl. al vol. vii, quarta serie (2009), fasc. i, Le Monnier, Firenze 2009, pp. 105-119; L’ordine (para)logico dei Discorsi sacri, in Aelius Aristide écrivain, Textes réunis et édités par L. Pernot, G. Abbamonte, M. Lamagna, avec l’assistence de M.C. Alvino, Brepols, Tournhout 2016 (Récherches sur les rhétoriques religieuses, 19), pp. 304-354.
- di iscrizioni funerarie: Il segno e la memoria, Sellerio, Palermo 1992, pp. 236 (tradotto in neogreco); L'epitafio per Admeto di Tera (IG XII/3 868), in «Zeitschrift für Papyrologie und Epigraphik» 111, 1996, pp. 31-39[3].
- di problemi della traduzione: La traduzione dei testi classici. Teoria prassi storia, Atti del Convegno di Palermo (6-9 aprile 1988), a cura di S. N., D'Auria, Napoli 1991, pp. 381; Tradurre l’«Ecuba» per Siracusa, «Dioniso» n.s. 1, 2002, pp. 146-155.  Tradurre il teatro: le «Trachinie» per Siracusa (2007), in Hermeneuein. Tradurre il greco, a cura di Camillo Neri e Renzo Tosi, con la collaborazione di Valentina Garulli, Pàtron, Bologna 2009 (Edizioni e saggi universitari di filologia classica, 12), pp. 83-106.
- di mitologia: Eracle. L’eroe più popolare, Corriere della Sera, Milano 2018 (I grandi miti greci, 15), pp. 159. Il passato mitico dei Greci, in Il passato degli antichi, Atti del Convegno (Napoli 1-2 ottobre 2001), a cura di Flaviana Ficca, Istituto Italiano per gli Studi Filosofici, Napoli 2004 (Momenti e problemi della storia del pensiero, 12), pp.121-145;
- di lingua archeo-  e neo-neogreca: responsabile dell'etimologia nella redazione del Dizionario greco moderno-italiano, GEI, Roma 1993; Alcune etimologie neogreche, in Byzantino-Sicula III, Miscellanea di scritti in memoria di Bruno Lavagnini, Palermo 2000 (Istituto Siciliano di Studi Bizantini e Neoellenici, Quaderni 14), pp. 243-248; Etimologie neogreche, in Atti del iii Convegno Nazionale di studi neogreci (Palermo-Catania 19-21 ottobre 1989), Palermo 1991 (Quaderni dell’Istituto di Filologia Greca della Università di Palermo, 21), pp. 195-199. Sul concetto di giudizio (κρίσις) in Grecia. Un approccio linguistico, in Il giudizio. Filosofia, teologia, diritto, estetica, a cura di S. N., Carocci, Roma 2000, pp. 55-68; Hesych. λ 1008 Latte λικμάζειν· περιέχειν, «Philologus» 151/1, 2007, pp. 173-176.§ Gettare, con l’acqua sporca (vari segni diacritici, διακριτικά), anche il bambino (lo spirito aspro, δασεία), in ΓΛΩΣΣΑ, ΨΥΧΗΣ ΑΓΓΕΛΟΣ. Ἀφιέρωμα στὴν Ἐλευθερία Γιακουμάκη, Επιμέλεια Ελένη Παπαδοπούλου, Ιωάννα Πεμεδιάκη, Εκδόσεις Σήμα, Atene 2010, pp. 269-281. Il neogreco di fronte all’invasione dell’onomaturgia europea su base archeogreca, in La letteratura neogreca del XX secolo. Un caso europeo, Atti del convegno internazionale di Studi neogreci in onore di Paola Maria Minucci (Roma, 21-23 novembre 2018), a cura di Francesca Zaccone, Paschalis Efthymiou, Christos Bintoudis, La Sapienza editrice, Roma 2020 (Collana Materiali e documenti 67), pp. 501-519. Nikifóros Vrettákos, un grande poeta greco esule a Palermo (1970-1974), a cura di S.N., Navarra, Palermo 2020, pp.

Al di fuori dell'ambito specifico dei suoi studi si è occupato anche di problemi dell'immigrazione  (I “barbari” tra noi. Problemi sociali e culturali dell'immigrazione, Facoltà di Lettere, Palermo 1998, La società multietnica: i fondamenti culturali del problema. Prolusione alla Inaugurazione dell'Anno Accademico 2002-2003 dell’Università di Palermo, tenuta alla presenza del presidente della Repubblica Carlo Azeglio Ciampi il 10 febbraio 2003, pubblicata dall’Ateneo, poi su «Segno» xxix n. 242, febbraio 2003, pp. 33-39), e ha collaborato, su temi vari, con i quotidiani L’Ora e la Repubblica (Palermo), e con la rivista Belfagor. Ha pubblicato tra l'altro un'opera di narrativa (Peppe Radar, Sellerio, Palermo 1999), un saggio di storia dell'agricoltura (Pane amaro. La coltivazione del frumento nei latifondi della Sicilia interna, Navarra editore, Palermo 2014, 2015, pp. 262 (con 160 fotografie); L'ultima seduzione di Francesco Orlando, Interventi di Mariolina Bertini, Simona Corso, Gioacchino Lanza Tomasi, Salvatore Nicosia, Francesco Orlando, a cura di S. N., due punti edizioni, Palermo 2011, pp. 63.